# Nghĩa trang Rákoskeresztúr, Budapest
Nghĩa trang Rákoskeresztúr  (tiếng Hungary: Új köztemető hoặc Rákoskeresztúri sírkert) là nghĩa trang lớn nhất ở Budapest. Với diện tích khoảng 2,07 km², đây cũng là một trong những nghĩa trang lớn nhất ở châu Âu. Kể từ khi mở cửa vào năm 1886, nơi đây đã có đến 3 triệu ngôi mộ. Nghĩa trang nằm tiếp giáp với Nghĩa trang Phố Kozma; nghĩa trang Do Thái lớn nhất ở Hungary. Tòa nhà chính của nghĩa trang được xây dựng vào năm 1903 với một tháp chuông cao đến 26 mét. Không chỉ thu hút công chúng bằng thảm thực vật phong phú, những con đường lát đá xinh đẹp, nghĩa trang còn nổi tiếng với khu đất 301, nơi chôn cất các liệt sĩ trong cuộc cách mạng năm 1956. Ngày nay, một đài tưởng niệm to lớn được xây dựng để tưởng nhớ sự hy sinh của họ. Đài tưởng niệm do György Jovánovics  thiết kế.

## Lịch sử và mô tả
Nghĩa trang Rákoskeresztúr mở cửa vào ngày 1 tháng 5 năm 1886. Tang lễ đầu tiên ở đây diễn ra vào ngày 6 tháng 8 năm 1886. Đó là tang lễ của Victoria Závoly; bà là góa phụ của một người công nhân. Nghĩa trang đã được mở rộng năm lần. Hiện tại, nghĩa trang rộng khoảng hơn 2 km². Từ khi mở cửa, nghĩa trang đã là nơi an nghỉ cho khoảng 3 triệu người tại Budapest.

## Khu đất 301
Imre Nagy, Thủ tướng Hungary và 260 người khác bị Liên Xô xử tử vào năm 1958, đã được tiến hành chôn cất trong một ngôi mộ không tên ở Nghĩa trang Rákoskeresztúr. Thủ tướng Nagy sau đó được giải oan và được tổ chức tang lễ cấp nhà nước vào năm 1989.

## Các lễ chôn cất nổi tiếng
- Imre Nagy (1896-1958), chính trị gia cộng sản người Hungary, người được bổ nhiệm làm Chủ tịch Hội đồng Bộ trưởng Cộng hòa Nhân dân Hungary hai lần
- Pál Maléter (1917-1958), tướng Hungary bị hành quyết cùng với Imre Nagy
- Gyula Aggházy (1850-1919), họa sĩ và giáo viên người Hungary
- Jenő Brandi (1913-1980), vận động viên bóng nước Hungary, người đã thi đấu tại Thế vận hội mùa hè 1936 và Thế vận hội mùa hè năm 1948
- Lajos Keresztes (1900-1978), đô vật Hungary và nhà vô địch Olympic môn đấu vật Greco-Roman
- István Kozma (1939-1970), đô vật người Hungary, nhà vô địch Olympic và nhà vô địch thế giới môn đấu vật Greco-Roman
- Béla Goldoványi (1925-1972), vận động viên người Hungary
- Márton Bukovi (1903-1985), cầu thủ và quản lý bóng đá của hiệp hội Hungary
- Gábor Bódy (1946-1985), đạo diễn phim người Hungary, nhà biên kịch, nhà lý thuyết

## Một số hình ảnh nghĩa trang

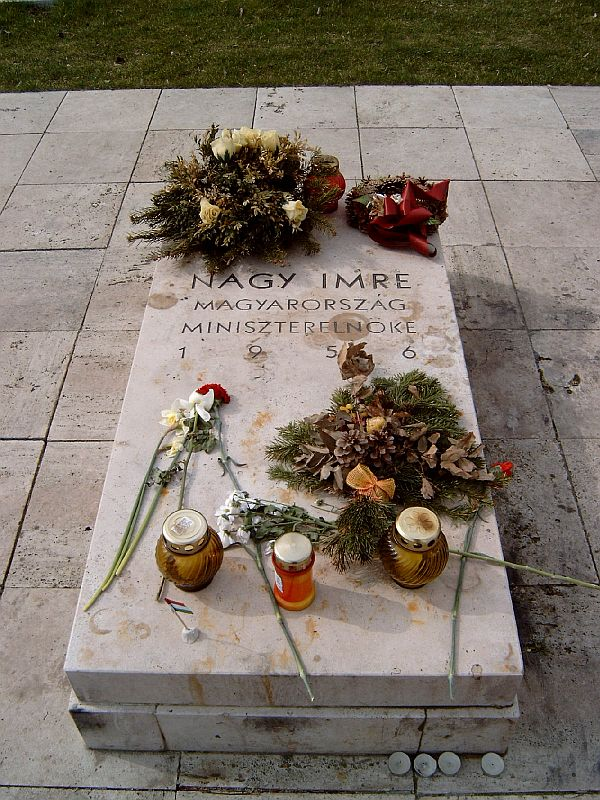
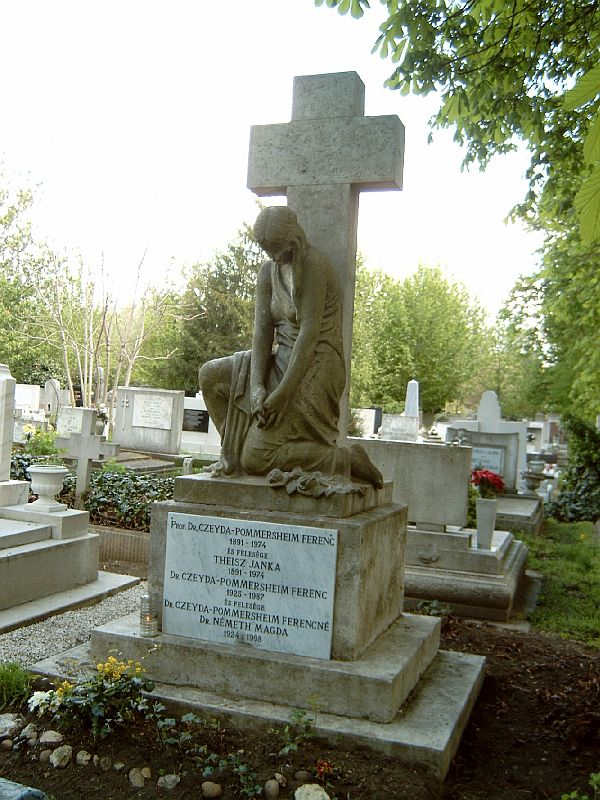
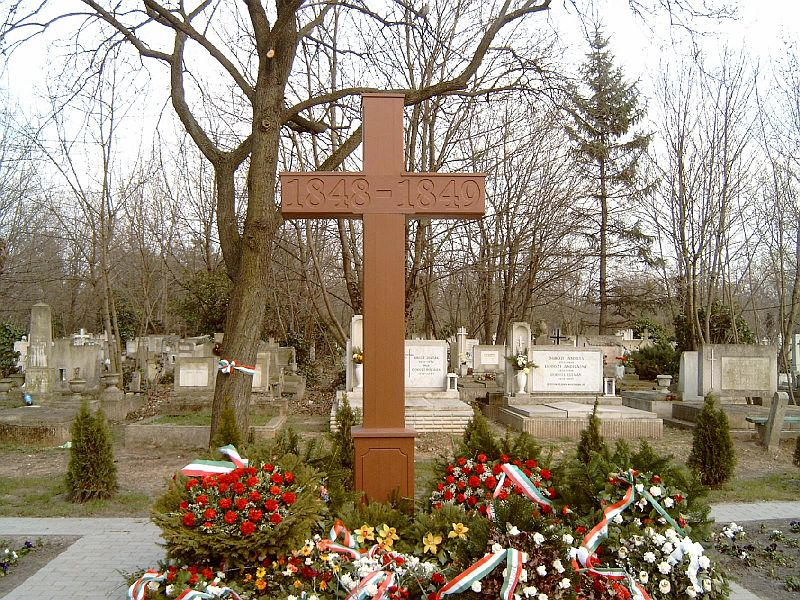
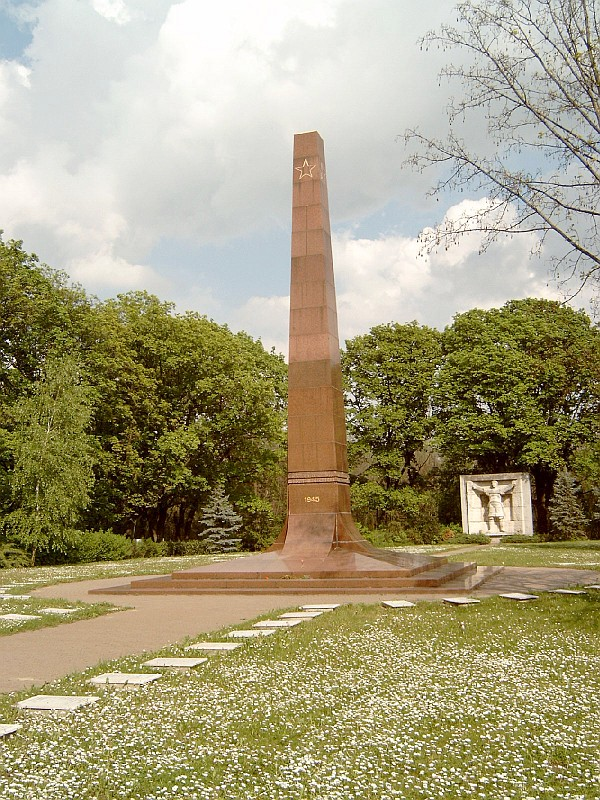
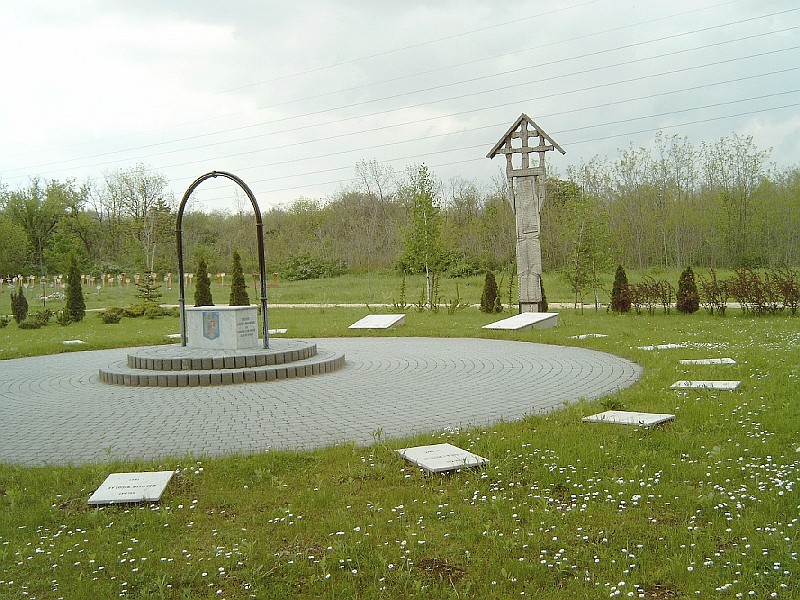